# Arthur Freed

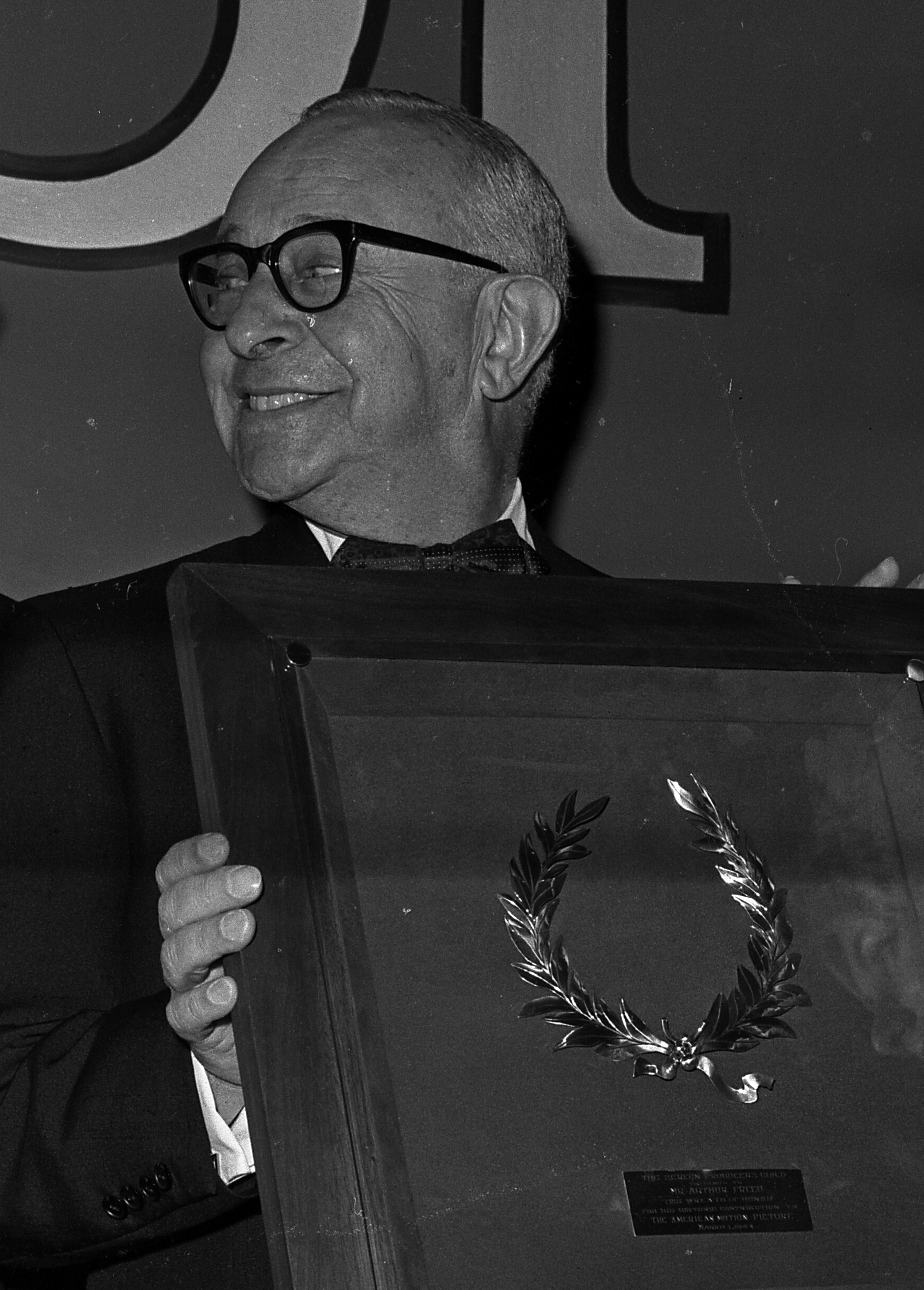
Arthur Freed (1964)

Arthur Freed, eigentlich Arthur Grossman (* 9. September 1894 in Charleston, South Carolina; † 12. April 1973 in Los Angeles, Kalifornien) war ein US-amerikanischer Musicalproduzent und Liedertexter. Für Metro-Goldwyn-Mayer produzierte er zahlreiche bekannte Musicalfilme.

## Leben
Arthur Freed wuchs in Seattle auf. Nach seinem Schulabschluss arbeitete er als Pianist und „Song plugger“ (Vorspieler) für einen Chicagoer Musikverlag. In dieser Zeit machte er Bekanntschaft mit den Marx Brothers, deren Vaudeville-Betrieb er sich als Sänger und Komponist anschloss. 1921 verfasste er zusammen mit Nacio Herb Brown den Song When Buddha Smiles; sein erster großer Hit, I Cried For You, den er zusammen mit Gus Arnheim und Abe Lyman schrieb, entstand 1923.
Nach jahrelangem Touren durch Nachtclubs und einigen Engagements in Los Angeles, wurde er Ende der 1920er Jahre  bei Metro-Goldwyn-Mayer angestellt. Dort komponierte er zusammen mit Nacio Herb Brown – er schrieb die Texte, Brown die Musik – die Songs für eine Vielzahl erfolgreicher Filmmusicals; 1929 entstanden für The Broadway Melody die Schlager You Were Meant For Me und Broadway Melody, für The Hollywood Revue of 1929 Singin’ in the Rain und für The Pagan (1929) Pagan Love Song. In der ersten Hälfte der 1930er schrieben Brown und Freed weitere Schlager: Temptation, All I Do Is Dream of You; You Are My Lucky Star entstand für das Filmmusical Broadway-Melodie 1936, Good Morning für Musik ist unsere Welt.
Mit Der Zauberer von Oz aus dem Jahr 1939 begann Freed seine Karriere als Produzent. In der sogenannten Freed Unit, einer Unterabteilung bei MGM für Filmmusicals, fungierte Freed fortan als Produzent zahlreicher erfolgreicher Musicalfilme. Für Ein Amerikaner in Paris und Gigi erhielt er je einen Oscar. 1952 wurde Freed mit dem Irving G. Thalberg Memorial Award ausgezeichnet.
1961 verließ Freed die MGM-Studios. Von 1963 bis 1966 war er Präsident der Academy of Motion Picture Arts and Sciences und erhielt 1968 für seine Verdienste den Ehrenoscar. Im Jahr 1972 wurde er in die Songwriters Hall of Fame aufgenommen.
In den 1980er Jahren machte der ehemalige Kinderstar Shirley Temple öffentlich, dass sie als Zwölfjährige von Arthur Freed in dessen Büro belästigt worden sei. Er habe sich vor ihr entkleidet, was bei ihr – ohne Verständnis von dem, was er wollte – ein Lachen ausgelöst habe. Daraufhin habe er sie aus seinem Büro geworfen.

## Filmografie (Auswahl)
- 1933: Liebeslied der Wüste (The Barbarian)
- 1933: Ganovenbraut (Hold Your Man)
- 1939: Der Zauberer von Oz (The Wizard of Oz)
- 1939: Musik ist unsere Welt (Babes in Arms)
- 1940: Heiße Rhythmen in Chicago (Strike Up the Band)
- 1940: Little Nelie Kelly
- 1941: Lady Be Good
- 1941: Babes on Broadway
- 1942: Trubel in Panama (Panama Hattie)
- 1942: For Me and My Gal
- 1943: Ein Häuschen im Himmel (Cabin in the Sky)
- 1943: Du Barry Was a Lady
- 1943: Best Foot Forward
- 1943: Girl Crazy
- 1944: Meet Me in St. Louis
- 1945: Broadway Melodie 1950 (Ziegfeld Follies)
- 1945: Urlaub für die Liebe (The Clock)
- 1945: Yolanda und der Dieb (Yolanda and the Thief)
- 1946: The Harvey Girls
- 1946: Bis die Wolken vorüberzieh’n (Till the Clouds Roll By)
- 1947: Good News
- 1948: Der Pirat (The Pirate)
- 1948: Osterspaziergang (Easter Parade)
- 1948: Words and Music
- 1949: Heut’ gehn wir bummeln (On the Town)
- 1949: Tänzer vom Broadway (The Barkleys of Broadway)
- 1949: Hoher Einsatz (Any Number Can Play)
- 1949: Spiel zu dritt (Take Me Out to the Ball Game)
- 1950: Duell in der Manege (Annie Get Your Gun)
- 1950: Hexenkessel (Crisis)
- 1950: Liebeslied auf Tahiti (Pagan Love Song)
- 1951: Königliche Hochzeit (Royal Wedding)
- 1951: Mississippi-Melodie (Show Boat)
- 1951: Ein Amerikaner in Paris (An American in Paris)
- 1952: Du sollst mein Glücksstern sein (Singin’ in the Rain)
- 1952: Die Schönste von New York (The Belle of New York)
- 1953: Vorhang auf! (The Band Wagon)
- 1954: Brigadoon
- 1956: Einladung zum Tanz (Invitation to the Dance)
- 1957: Seidenstrümpfe (Silk Stockings)
- 1958: Gigi
- 1960: Anruf genügt – komme ins Haus (Bells are Ringing)
- 1962: Licht auf der Piazza (Light in the Piazza)

## Filmdokumentation
- Singin’ in the Rain – Die schönsten Hollywood-Musicals (Originaltitel: Musicals Great Musicals – The Arthur Freed Unit at MGM). US-amerikanisch-britisch-französisch-japanischer Dokumentarfilm von David Thompson (1996). Farbe+s/w, 86 Minuten, enthalten auf Singin’ in the Rain. Special Edition. 2-DVD-Set. Warner Home Video 2002.